# 北大塚
北大塚（きたおおつか）は、東京都豊島区の町名。現行行政地名は北大塚一丁目から北大塚三丁目。住居表示実施済区域。

## 地理
豊島区東部に位置する。東 - 東北端は山手線に架かる江戸橋を境に巣鴨、西端は西巣鴨橋通りを境界に上池袋、南端はJR山手線を挟んで南大塚・東池袋、北端は宮仲公園通り、都立文京高校に南接する道路・十文字学園に北接する道路を境に西巣鴨と接する。池袋台地の北端に当たる南西側や中仙道寄りの北東側が高く、地域の中央を北西から南東に貫く旧谷端川（現在は宮仲公園通り）に向かってなだらかに落ち込んでいく地形である。大塚駅北側の商業地。特に宮仲公園通り・大塚銀の鈴商店街・折戸通り沿いは商業が盛んである。

### 地価
住宅地の地価は、2025年（令和7年）1月1日の公示地価によれば、北大塚1-24-3の地点で88万3000円/m2となっている。

## 歴史
現在でこそ豊島区の中心は池袋になっているが、戦前は大塚駅が城北の中心であった。都営バスや都電荒川線が大塚駅経由なのはその名残である。また東武東上線も北大塚（谷端川沿い - 大塚辻町）に路線を計画しており、駅北口のビル（パークアクシス大塚ステーションゲートタワー）は当時としては大規模な百貨店・白木屋であった。
2012年、東京都は北大塚二丁目を都迷惑防止条例に基づき、客引きやスカウトのみならず、それらを行うために待機する行為なども禁止する区域に指定した。
さらに2019年には同一丁目および二丁目を暴力団排除条例に基づき、暴力団排除特別強化地域に指定。地域内では暴力団と飲食店等との間で、みかじめ料のやりとりや便宜供与などが禁止され、違反者は支払った側であっても懲役1年以下または罰金50万円以下の罰則が科されることとなった。

## 世帯数と人口
2023年（令和5年）1月1日現在（東京都発表）の世帯数と人口は以下の通りである。
| 丁目         | 世帯数    | 人口     |
| ------------ | --------- | -------- |
| 北大塚一丁目 | 2,721世帯 | 4,280人  |
| 北大塚二丁目 | 2,881世帯 | 4,194人  |
| 北大塚三丁目 | 2,982世帯 | 4,311人  |
| 計           | 8,584世帯 | 12,785人 |

### 人口の変遷
国勢調査による人口の推移。
| 年                 | 人口   |
| ------------------ | ------ |
| 1995年（平成7年）  | 8,817  |
| 2000年（平成12年） | 8,973  |
| 2005年（平成17年） | 10,030 |
| 2010年（平成22年） | 11,236 |
| 2015年（平成27年） | 11,845 |
| 2020年（令和2年）  | 12,916 |

### 世帯数の変遷
国勢調査による世帯数の推移。
| 年                 | 世帯数 |
| ------------------ | ------ |
| 1995年（平成7年）  | 4,857  |
| 2000年（平成12年） | 5,086  |
| 2005年（平成17年） | 6,190  |
| 2010年（平成22年） | 6,791  |
| 2015年（平成27年） | 7,617  |
| 2020年（令和2年）  | 8,415  |

## 学区
区立小・中学校に通う場合、学区は以下の通りとなる（2017年12月現在）。なお、豊島区の小・中学校では学校選択制度を導入しており、以下の指定校に隣接している通学区域の学校も選択することが可能。
| 丁目         | 番地     | 小学校               | 中学校               |
| ------------ | -------- | -------------------- | -------------------- |
| 北大塚一丁目 | 全域     | 豊島区立清和小学校   | 豊島区立巣鴨北中学校 |
| 北大塚二丁目 | 21～34番 | 豊島区立西巣鴨小学校 | 豊島区立巣鴨北中学校 |
| 北大塚二丁目 | 1〜20番  | 豊島区立豊成小学校   | 豊島区立巣鴨北中学校 |
| 北大塚三丁目 | 全域     | 豊島区立豊成小学校   | 豊島区立巣鴨北中学校 |

## 交通

### 鉄道
町域の南端がJR山手線に接する。また、都電荒川線が南北に縦貫する。
- 大塚駅
- 巣鴨新田電停

### 道路
- 東京都道436号小石川西巣鴨線（宮仲公園通り）- 旧名称「癌研通り」。大塚駅と北池袋駅を結び、町域内で弧を描きながら南東から北西に通る。
- 大塚銀の鈴商店街
- 折戸通り
- 空蝉橋（うつせみはし）通り
- 西巣鴨橋通り

## 事業所
2021年（令和3年）現在の経済センサス調査による事業所数と従業員数は以下の通りである。
| 丁目         | 事業所数  | 従業員数 |
| ------------ | --------- | -------- |
| 北大塚一丁目 | 176事業所 | 5,399人  |
| 北大塚二丁目 | 414事業所 | 3,648人  |
| 北大塚三丁目 | 116事業所 | 1,263人  |
| 計           | 706事業所 | 10,310人 |

### 事業者数の変遷
経済センサスによる事業所数の推移。
| 年                 | 事業者数 |
| ------------------ | -------- |
| 2016年（平成28年） | 703      |
| 2021年（令和3年）  | 706      |

### 従業員数の変遷
経済センサスによる従業員数の推移。
| 年                 | 従業員数 |
| ------------------ | -------- |
| 2016年（平成28年） | 9,612    |
| 2021年（令和3年）  | 10,310   |

## 施設

### 官公署
- 豊島区東部区民事務所
- 巣鴨警察署

### 教育
- 十文字中学校・高等学校
- 十文字幼稚園

### 医療
- 大塚美容形成外科
- 一心病院
- 北大塚診療所
- 福中皮膚科

### 郵便局
- 大塚駅前郵便局

### 商業・サービス
- よしや大塚店 - 東京城北地域を中心に展開するスーパーマーケット。
- 伊勢伊
- 山下書店
- くすりの福太郎
- R&Bホテル大塚駅北口
- 東横イン
- 星野リゾート omo5 東京大塚
- 萬劇場

### 金融
- みずほ銀行
- さのや - 質店

### 公園
- 巣鴨公園

### 企業
- 富士建

### 寺社
- 子安天満宮
- 出世稲荷神社

### その他
- 日本共産党東京都委員会（代々木駅前より移転）

## その他

### 日本郵便
- 郵便番号 : 170-0004[3]（集配局 : 豊島郵便局[19]）。